# ترب کوهی

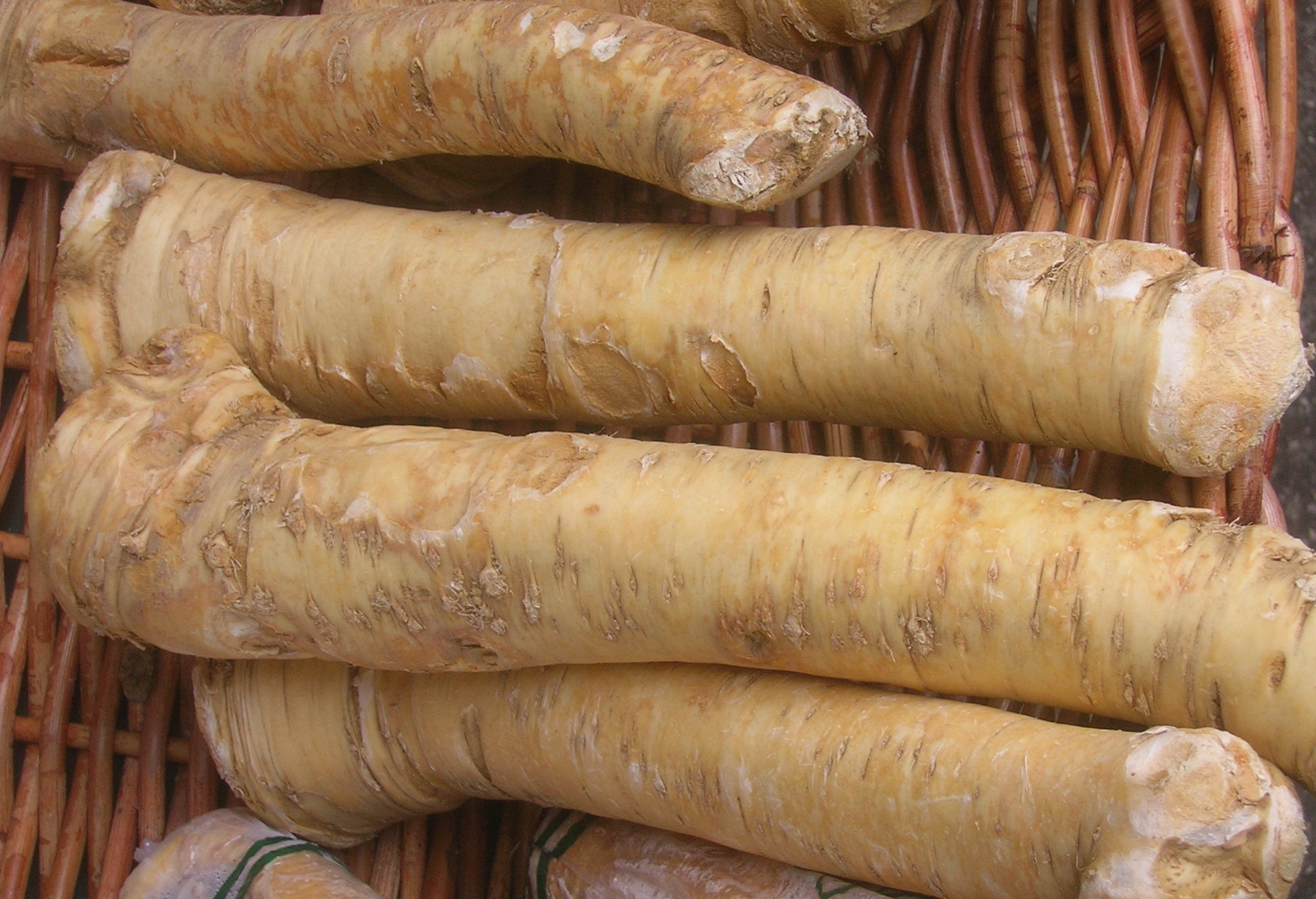
ریشه ترب کوهی مصرف خوراکی دارد

ترب کوهی (نام علمی: Armoracia rusticana؛ در زبان انگلیسی: horse radish هورس رادیش) نام یک گونه از تیره شب‌بویان (که شامل خردل، واسابی، کلم بروکلی و کلم‌پیچ هم می‌شوند) است. این گیاه احتمالاً متعلق به جنوب شرقی اروپا و غرب آسیا است، ولی در حال حاضر در سراسر دنیا محبوب است. تا طول ۱٫۵ متر رشد می‌کند و در درجه اول به دلیل ریشهٔ بزرگ، سفید و مخروطی‌اش کشت می‌شود.
در ژاپن به این نوع ترب واسابی غربی گفته می‌شود.